# Meridiano de Paris

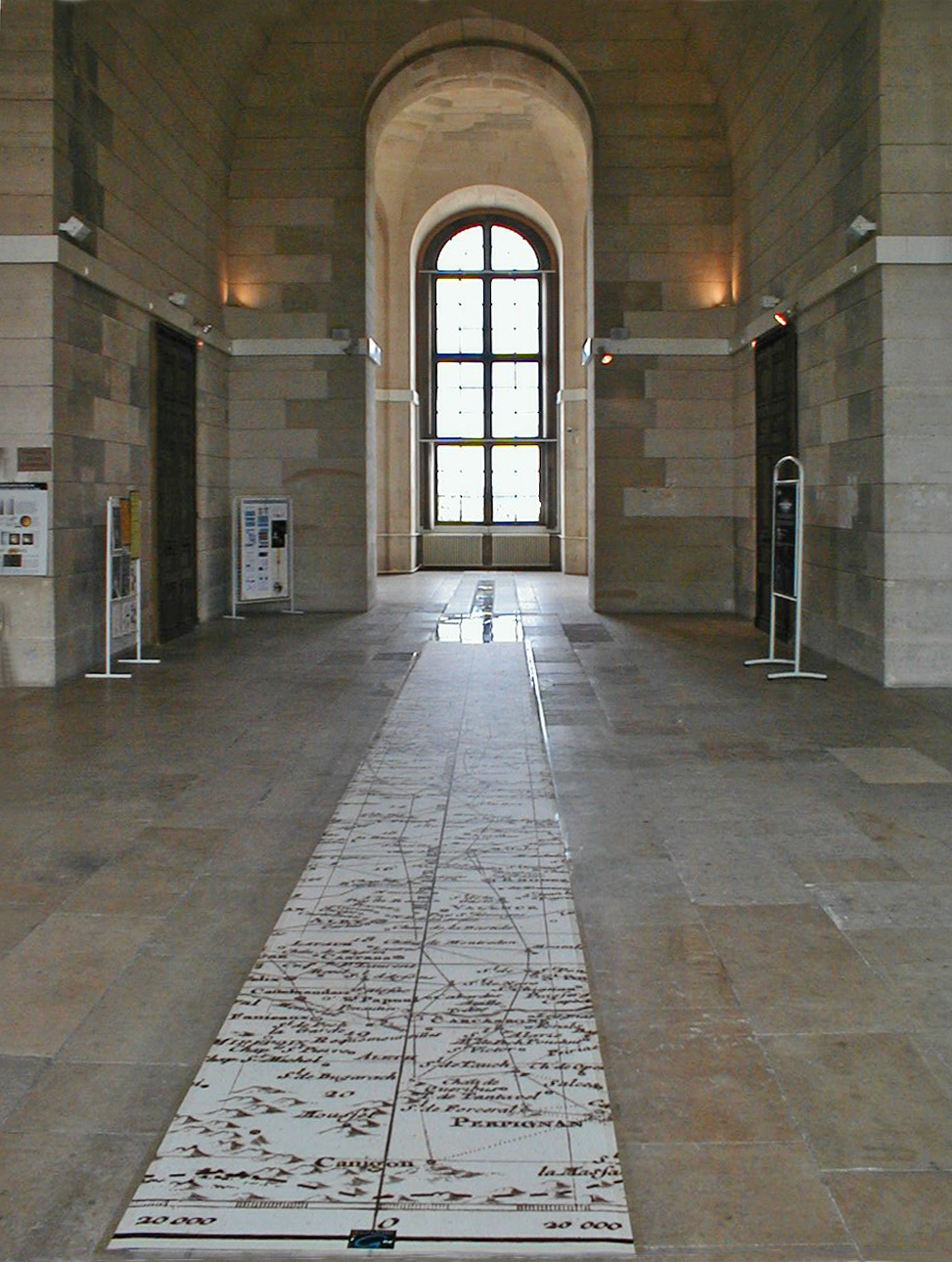
Sala Meridiano (ou Sala Cassini) no Observatório de Paris. O meridiano de Paris é traçado no chão.

O meridiano de Paris é uma linha que atravessa o meridiano do Observatório de Paris, em Paris, França, agora, sua Longitude corresponde a 2°20'14.025 leste. Foi um longo rival do Greenwich, como o primeiro meridiano do mundo, como foi o meridiano de Antuérpia, na Flandres.

## Origens
No ano de 1634, a França governada por Louis XIII e o Cardeal de Richelieu, decidiram que o meridiano da ilha de Hierro, deveria ser utilizado como referência nos mapas, uma vez que esta ilha é a posição mais ocidental do Velho Mundo. Também foi pensado, para ser precisamente 20 graus a oeste de Paris. Realmente, a posição precisa de El Hierro nunca foi considerado uma das melhores.
Um astrônomo francês, Abbé Jean Picard, mediu o comprimento de um grau de longitude e calculou a partir do tamanho da Terra, durante os anos de 1669-1670. Em 1666, Louis XIV de França, tinha autorizado a construção de um observatório em Paris para medir a longitude. No Dia de Verão, de 1667, os membros da Academia das Ciências de traçaram o futuro do delinear do edifício, em um terreno fora da cidade, perto da abadia de Port Royal, com o meridiano de Picard, dividiria precisamente o meridiano que atravessa no lugar norte-sul. Cartógrafos franceses viriam utilizá-lo como seu primeiro meridiano por mais de 200 anos.
Mapas antigos (fora da Anglo-América) tinham muitas vezes, uma rede comum com os graus de Paris, na parte superior das ilhas de El Hierro, compensados por 20 graus na parte inferior. Louis Feuillée, também trabalhou neste problema em 1724. Foi encontrado mais tarde, que a ilha de El Hierro em si, de facto, correspondia a 20 ° 23 '9 oeste de Paris, mas o meridiano de Hierro foi ainda definido como 20 graus a oeste de Paris.
No início dos anos 1800, o meridiano de Paris foi recalculado com maior precisão pelo astrônomo François Arago, cujo nome aparece nas placas ou medalhões traçando o percurso através do meridiano de Paris.
Em 1884, na Conferência Internacional do Meridiano em Washington, D.C., o Meridiano de Greenwich foi escolhido como o primeiro meridiano do mundo. A França absteve-se. Os franceses por sua vez, agarraram-se no meridiano de Paris como um rival de Greenwich, até 1911, para fins de cronometragem e em 1914, para a navegação. Para este dia, cartógrafos franceses continuariam a indicar o meridiano de Paris em alguns mapas.[carece de fontes?]
A concorrência entre os meridianos de Paris e de Greenwich, é um elemento na trama no livro de Júlio Verne, "As Vinte Mil Léguas Submarinas", publicada pouco antes da decisão internacional em favor dos britânicos.

## Os medalhões de Arago

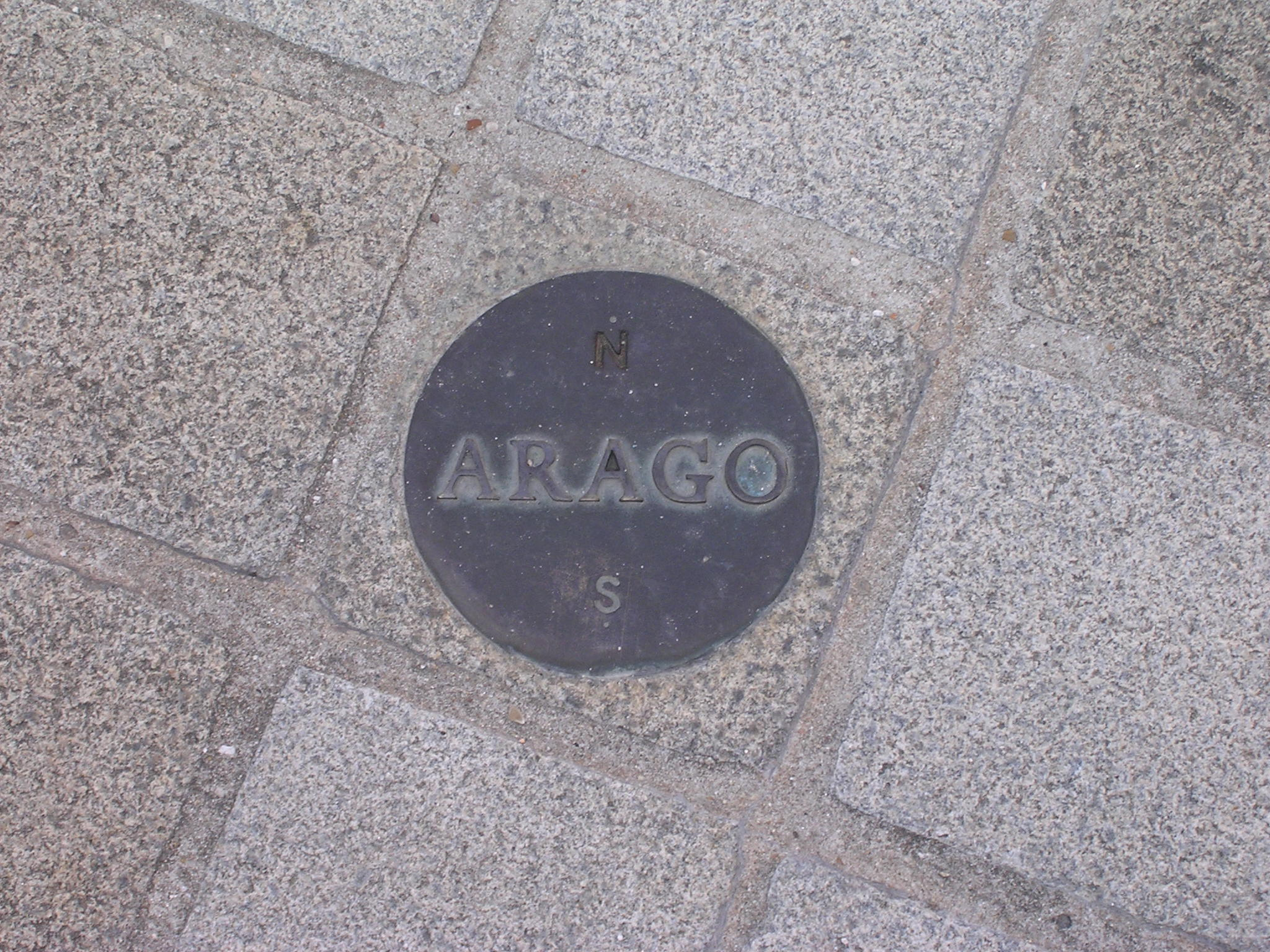
Um dos 135 medalhões Arago. Este, está localizado perto da Pirâmide do Louvre.

Em 1994, a Associação Arago, da cidade de Paris requisitou um artista conceitual holandês, Jan Dibbets, para criar um memorial para Arago. Dibbets surgiu com a ideia de 135 medalhas de bronze (embora apenas 121 estão documentados no guia oficial para os medalhões) no solo ao longo do meridiano de Paris entre os limites norte e sul de Paris: uma distância total de 9,2kilometros/5.7milhas. Cada medalha mede 12 cm de diâmetro e marcados com o nome ARAGO, com os ponteiros N e S (Norte e
Sul).
Outro projecto, o chamado Meridiano Verde (La Méridienne Verte), que visa estabelecer uma plantação de árvores ao longo de todo o comprimento do meridiano na França. Vários medalhões Arago que estava a faltar, parece ter sido substituído com o mais recente marcador, "La Méridienne Verte".

## Interpretações esotéricas
Em certos círculos, é atribuído algum tipo de ocultismo ou significado esotérico ao meridiano de Paris, por vezes, é entendido como um eixo do sinistro. Dominique Stezepfandts, um teórico da conspiração francês, ataca os medalhões Arago, como um suposto traçar de "uma linha de ocultismo a rota geográfica", para ele o meridiano de Paris é um "eixo maçônico" ou mesmo "o coração do diabo".
Henry Lincoln, em seu livro The Holy Place (O Lugar Santo), defende que, diferentes estruturas antigas são alinhados de acordo com o meridiano de Paris. Elas incluem até mesmo, igrejas medievais, construídas muito antes do meridiano onde fora estabelecido de acordo com a história convencional, e Lincoln, por sua vez, acha óbvio que o meridiano foi baseado na "linha de divisão" do Círculo de pedras, que se cruzam. David Wood, em seu livro de Gênesis, também atribui um significado mais profundo para o Meridiano de Paris e tem em conta ao tentar decifrar a geometria do "mito encravado" na aldeia de Rennes-le-Château: o meridiano atravessa cerca de 350 metros a oeste do local da chamada "Tumba de Poussin", uma posição importante nas lendas e teorias esotéricas relativos a esse lugar. A discussão céptica dessas teorias, inclui o suposto "alinhamento", que pode ser encontrado no livro de Bill Putnam e Edwin Wood, The Treasure of Rennes-le-Château - A mystery solved of Rennes-le-Château - A mystery solved (O tesouro de Rennes-le-Château - Um mistério resolvido.)